# Odense Badgers 2024
Questa voce raccoglie le informazioni riguardanti gli Odense Badgers nelle competizioni ufficiali della stagione 2024.

## 1. division 2024

### Stagione regolare
| Copenaghen 4 maggio 2024, ore 14:00 4ª giornata | Ørestaden Spartans | 7 – 20 referto | Odense Badgers | Kløvermarken |

| Kastrup 18 maggio 2024, ore 14:00 5ª giornata | Amager Demons /Slagelse Wolfpack | - – - (annullata) referto | Odense Badgers | Bag Amagerhallen |

| Frederikssund 1º giugno 2024, ore 14:00 7ª giornata | Frederikssund Oaks | 41 – 0 referto | Odense Badgers | Frederikssund Idrætsby |

| Odense 10 agosto 2024, ore 14:00 10ª giornata | Odense Badgers | 6 – 32 referto | Herlev Rebels | Bolbroparken |

| Odense 17 agosto 2024, ore 14:00 11ª giornata | Odense Badgers | 20 – 24 referto | Ørestaden Spartans | Bolbroparken |

| Odense 31 agosto 2024, ore 14:00 13ª giornata | Odense Badgers | 0 – 56 referto | Amager Demons/ Slagelse Wolfpack | Bolbroparken |

| Herlev 7 settembre 2024, ore 14:00 14ª giornata | Herlev Rebels | 50 – 0 (a tavolino) referto | Odense Badgers | Kildegårdsskolen |

| Odense 15 settembre 2024, ore 14:00 Recupero 2ª giornata | Odense Badgers | 6 – 55 referto | Frederikssund Oaks | Bolbroparken |

## Statistiche di squadra
| Competizione      | %Vittorie | In casa | In casa | In casa | In casa | In casa | In casa | In trasferta | In trasferta | In trasferta | In trasferta | In trasferta | In trasferta | Totale | Totale | Totale | Totale | Totale | Totale |
| Competizione      | %Vittorie | G       | V       | N       | P       | Pf      | Ps      | G            | V            | N            | P            | Pf           | Ps           | G      | V      | N      | P      | Pf     | Ps     |
| ----------------- | --------- | ------- | ------- | ------- | ------- | ------- | ------- | ------------ | ------------ | ------------ | ------------ | ------------ | ------------ | ------ | ------ | ------ | ------ | ------ | ------ |
| Stagione regolare | .143      | 4       | 0       | 0       | 4       | 32      | 167     | 3            | 1            | 0            | 2            | 20           | 98           | 7      | 1      | 0      | 6      | 52     | 265    |
| Totale            | .143      | 4       | 0       | 0       | 4       | 32      | 167     | 3            | 1            | 0            | 2            | 20           | 98           | 7      | 1      | 0      | 6      | 52     | 265    |